# Kawaimina
Kawaimina (port.: Cauaimina) ist eine gemeinsame Abkürzung für vier ähnliche Dialekte in Osttimor. Diese Abkürzung wird von Linguisten für die Sprachen verwendet, nicht für die Sprecher selbst. Die Dialekte sind Kairui (Cairui), Waimaha, Midiki (Mideki) und Naueti. Insgesamt sind 56.337 Osttimoresen Muttersprachler einer dieser Dialekte (2015).

## Überblick
Die Kawaimina-Sprachen gehören zum Timorzweig der zentral-malayo-polynesischen Sprachen. Geoffrey Hull vermutet, dass die Vorfahren der Kawaimina-Sprecher von Tukang Besi bei Sulawesi über Wetar im 11. Jahrhundert nach Timor einwanderten. Hier trafen sie auf Sprecher von Papuasprachen, die bereits vor Christi Geburt Timor erreichten und Einfluss auf die Kawaimina-Sprachen hatten. Naueti weicht von den anderen Sprachen stärker ab, auch da es von der benachbarten Papuasprache Makasae einige Anleihen übernommen hat. Die Kawaimina-Sprachen fallen sowohl durch anarchische als auch durch ungewöhnliche sprachliche Neuerungen auf, wie zum Beispiel Vokalharmonie, Aspiration und Post-Glottalization bei Konsonanten in ihrem Tonsystem. Die Grammatik ist (mit teilweiser Ausnahme bei Naueti) in ihrer Struktur sehr einfach. Kawaimina ist eine der 15 in der Verfassung anerkannten Nationalsprachen Osttimors.
Bei Zählungen der Muttersprachler der einzelnen Sprachen ist eine Unterscheidung zwischen ihnen schwierig, da Kairui- und Midiki-Sprecher sich teilweise selbst als Waimaha-Sprecher bezeichnen.
| Die Zahlen in den verschiedenen Dialekten der Kawaimina-Dialekte | Die Zahlen in den verschiedenen Dialekten der Kawaimina-Dialekte | Die Zahlen in den verschiedenen Dialekten der Kawaimina-Dialekte | Die Zahlen in den verschiedenen Dialekten der Kawaimina-Dialekte | Die Zahlen in den verschiedenen Dialekten der Kawaimina-Dialekte |
| ---------------------------------------------------------------- | ---------------------------------------------------------------- | ---------------------------------------------------------------- | ---------------------------------------------------------------- | ---------------------------------------------------------------- |
| Zahl                                                             | Kairui                                                           | Waimaha                                                          | Midiki                                                           | Naueti                                                           |
| 1                                                                | se                                                               | se                                                               | se                                                               | se                                                               |
| 2                                                                | kirua                                                            | kairuo                                                           | kairuo                                                           | kairua                                                           |
| 3                                                                | kitele                                                           | kaitelu                                                          | kaitelu                                                          | kaitelu                                                          |
| 4                                                                | kihoo                                                            | kaihaa                                                           | kaihaa                                                           | kaihaa                                                           |
| 5                                                                | kiliim                                                           | kailime                                                          | kailime                                                          | kailima                                                          |
| 6                                                                | kinee                                                            | kainena                                                          | kainee                                                           | kailima-resin                                                    |
| 7                                                                | kihiti                                                           | kaihitu                                                          | kaihitu                                                          | kailima-resi-kairua                                              |
| 8                                                                | kikoho                                                           | kaikaha                                                          | kaikaha                                                          | kailima-resi-kaitelu                                             |
| 9                                                                | kisia                                                            | kaisiwe                                                          | kaisiwe                                                          | kailima-resi-kaihaa                                              |
| 10                                                               | bosé                                                             | basé                                                             | basé                                                             | welisé                                                           |

## Kairui und Midiki

Anteil von Muttersprachlern in den Sucos Osttimors
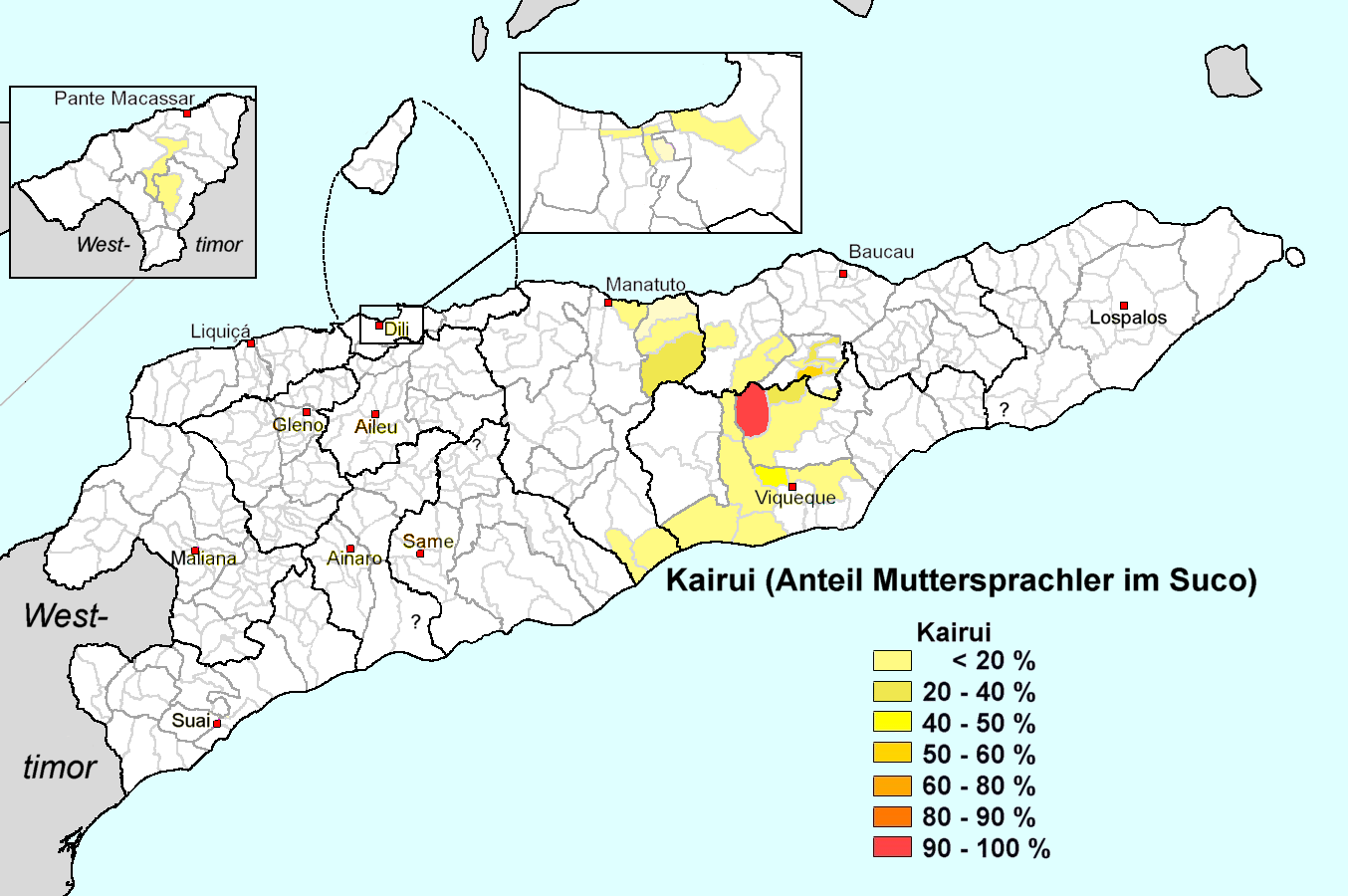
Kairui
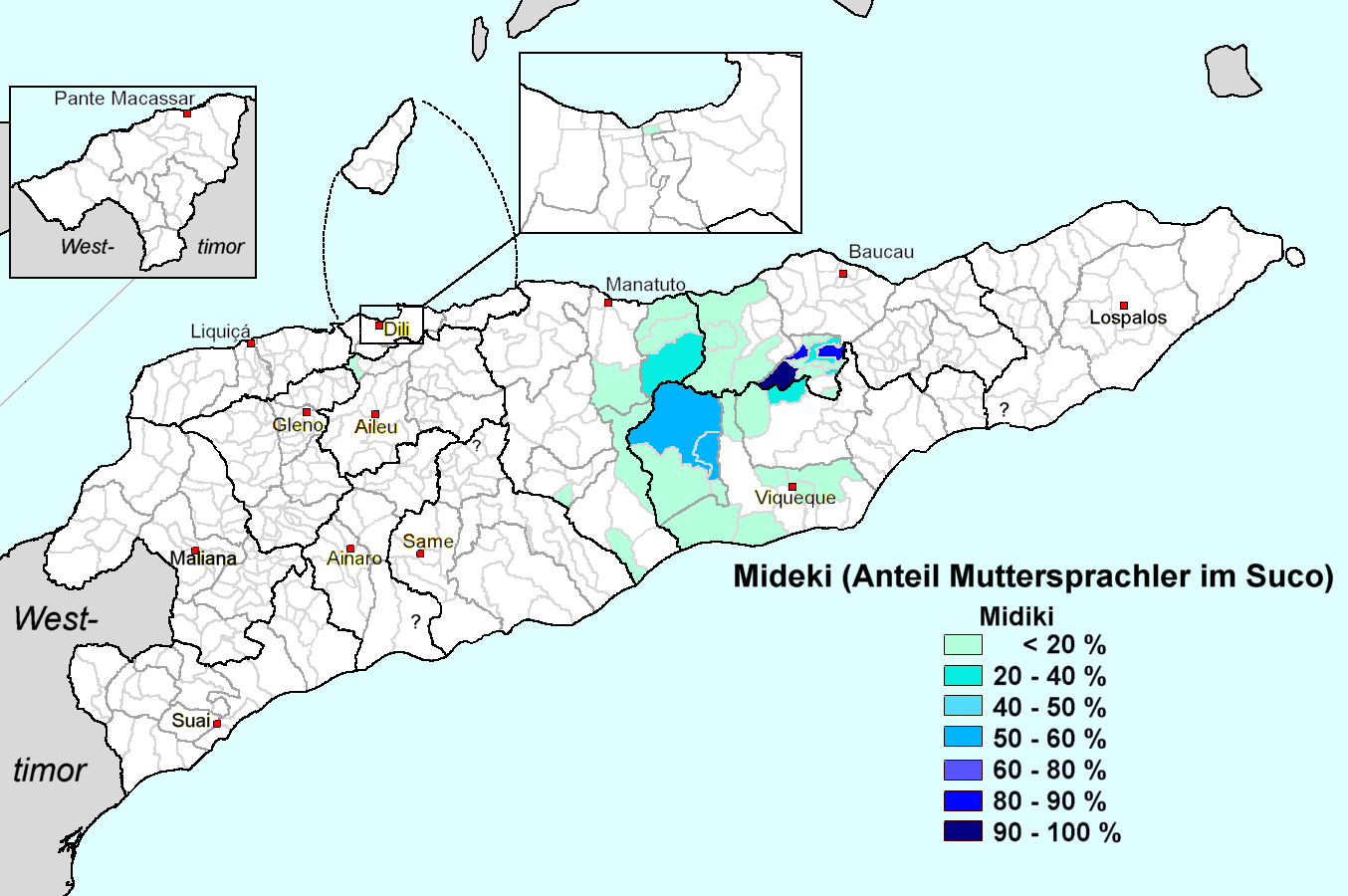
Midiki

Kairui (Karui) wird hauptsächlich im Grenzgebiet zwischen den Gemeinden Baucau und Viqueque (in den Sucos Builale und Liaruca) gesprochen. Die Sprecher verteilen sich auf die Gemeinden Baucau (502 Sprecher), Dili (291), Manatuto (263) und Viqueque (2.848). Insgesamt geben 2015 3.946 Osttimoresen Kairui als ihre Muttersprache an.
Midiki spricht man in den Verwaltungsämtern Lacluta und Venilale sowie im Suco Liaruca. Einige Midiki-Sprecher nahe Ossu in der Gemeinde Viqueque nennen ihre Sprache Osomoko (Oso Moko). In einigen Gebieten werden Midiki und Kairui abwechselnd gesprochen. Midiki geben 14.616 Menschen als ihre Muttersprache an (8.554 aus der Gemeinde Baucau, 383 aus Dili, 1.044 aus Manatuto und 4.527 aus Viqueque).
Ethnologue ordnet Osomoko als Dialekt zum Naueti und fasst Midiki und Kairui als eine Sprache zusammen.

## Waimaha

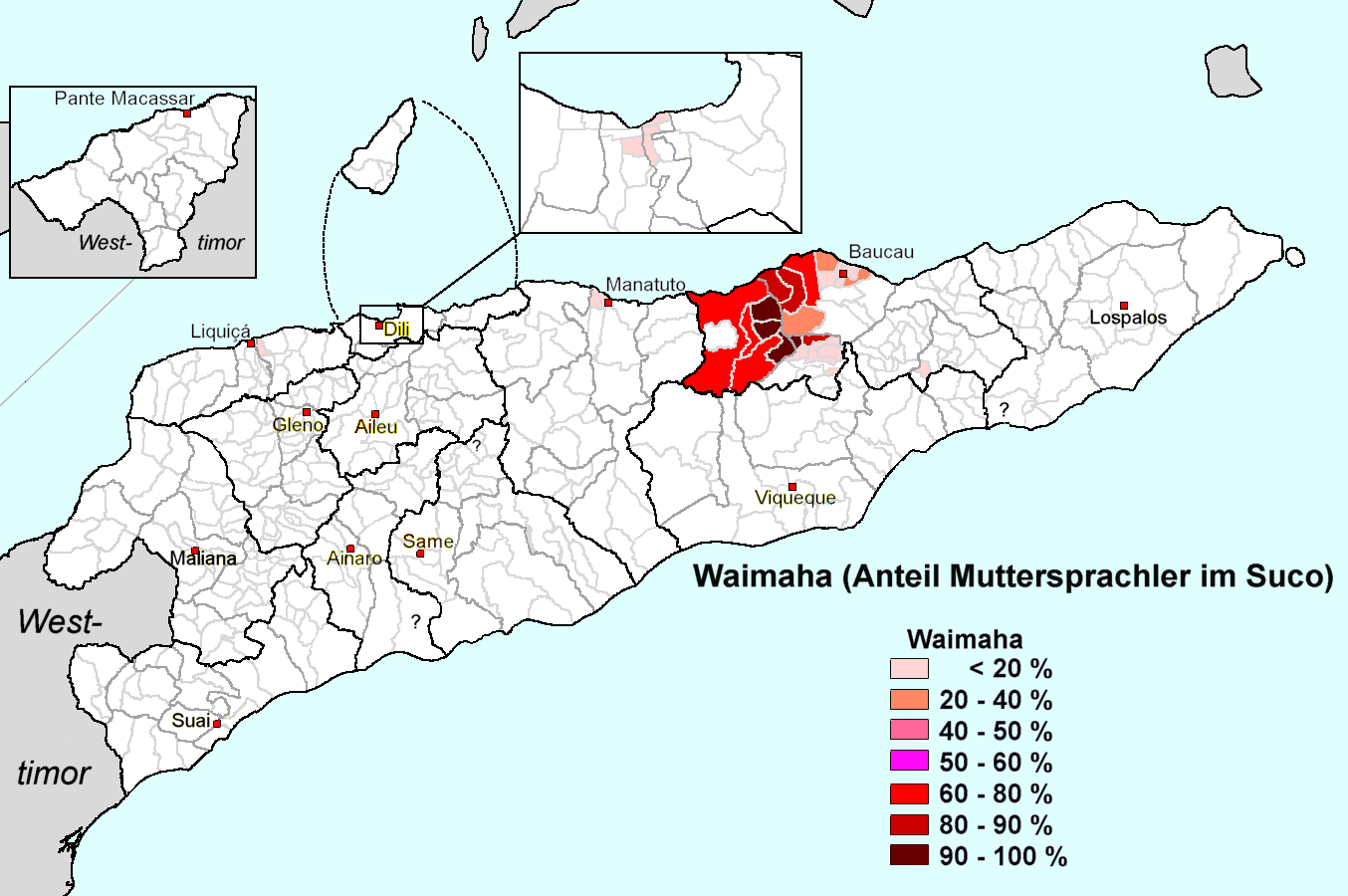
Anteil von Waimaha-Muttersprachlern in den Sucos Osttimors.

Waimaha (Waima'a in der eigenen Sprache, Waimoa für andere Timoresen, weitere Schreibformen: Uai Ma'a, Waimoa, Uaimo'a, Uaimua) wird entlang der Nordküste Osttimors zwischen Vemasse und Bucoli und außerhalb der Stadt Baucaus von 21.227 Menschen als Muttersprache gesprochen (Zensus 2015; 20.516 in der Gemeinde Baucau, 578 in Dili, 61 in Manatuto). Die Eigenbezeichnung Waima'a leitet sich von den Wörtern wai für „Wasser“ und ma'a für „leer“ ab. Das Siedlungsgebiet der Waimaha gehört zu den trockensten Regionen Timors.

## Naueti

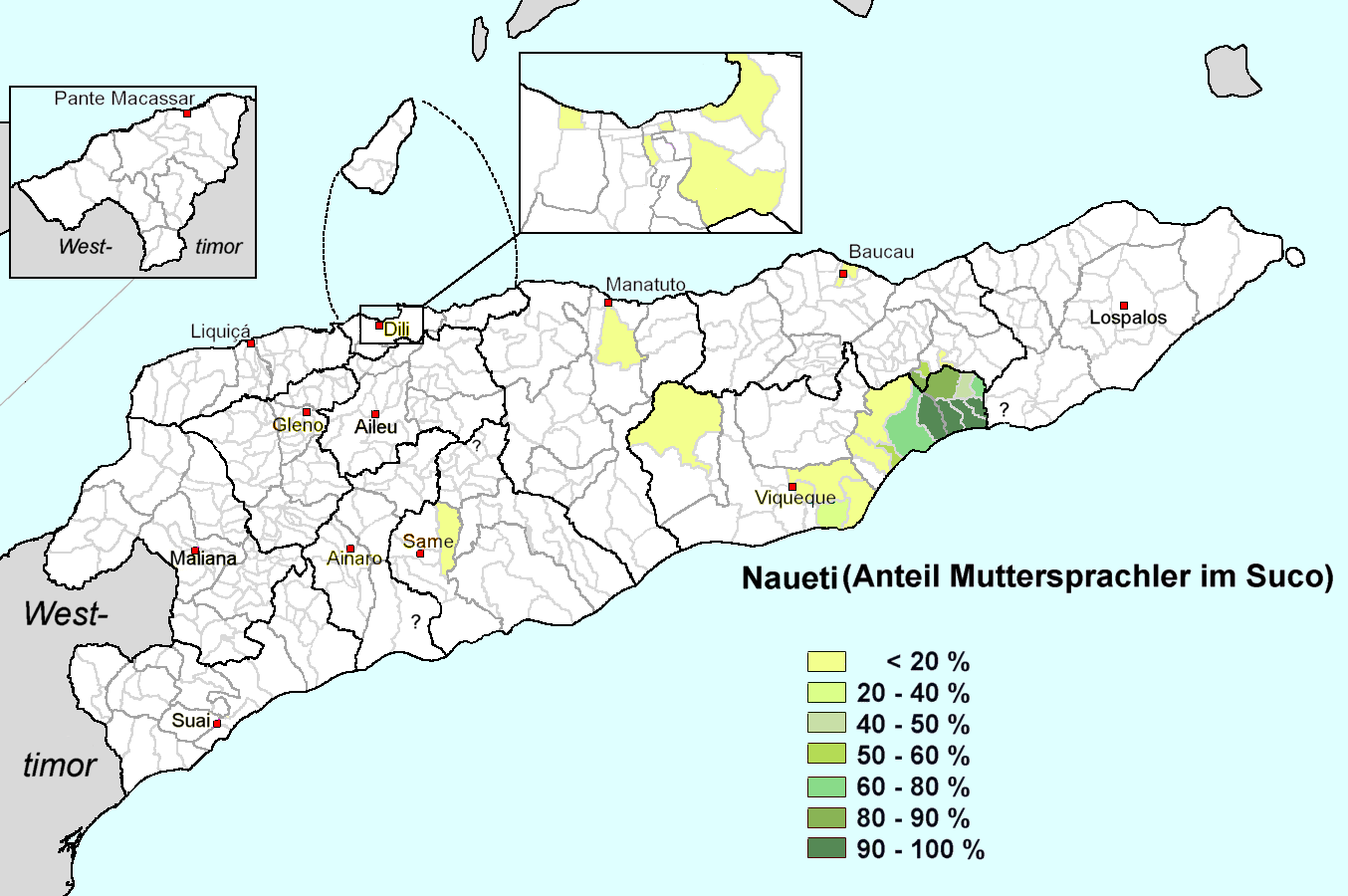
Anteil von Naueti-Muttersprachlern in den Sucos Osttimors.

Naueti (Nauhete, Nauete, Naóti, Nauote, Nauoti) wird von den 13.898 Mitgliedern der gleichnamigen Ethnie an der Südküste der Gemeinde Viqueque um die Orte Uato-Lari und Uatucarbau gesprochen. Eine kleine Gruppe von 1.489 Naueti lebt in der Gemeinde Baucau in Baguia und 1.019 Naueti-Sprecher leben in Dili. Das Gebiet ist umgeben von Makasae-Sprechern, weswegen Naueti viele Lehnwörter aus dem Makasae übernommen hat. Insgesamt ist Naueti die Muttersprache von 16.507 Osttimoresen.

## Belege
- Geoffrey Hull: The Languages of East Timor: Some Basic Facts (Memento vom 19. Januar 2008 im Internet Archive)
- John Bowden, Tatiana Romanovsky: Assessing the degree of language endangerment using Rapid Rural Appraisal techniques (PDF; 161 kB)